# 譙縱
譙縱（—413年），字不詳，巴西南充（今四川南充）人。十六國時期谯蜀建立者。其祖父譙獻之就是成漢司空，於蜀地甚有名望，成漢亡後亦獲招攬入仕東晉。

## 生平
譙縱為人謙和謹慎，故此深得蜀地人民愛戴。在晉官至平西參軍。义熙元年（405年），益州刺史毛璩命軍隊東下討伐攻陷江陵、俘虜安帝的桓振，其中譙縱就與侯暉領兵經涪水，將要與毛璩會合。由於蜀軍不願離鄉背景，侯暉與陽昩於是發起兵變，並因譙縱受人愛戴而推他為首領。譙縱本人不肯接受，投水欲自殺，被救起後又向大家叩頭拒絕，然而變軍仍以暴力逼他就範，推舉他為梁、秦二州刺史。不久，變軍攻下成都，殺害毛璩及其在成都的家屬，譙縱自稱成都王，建立西蜀。
次年（406年），時掌政的東晉車騎將軍劉裕派了毛修之與司馬榮期等進伐西蜀，不過司馬榮期因部將叛亂而遇害，毛修之亦只得退軍。至義熙三年（407年），譙縱就向後秦稱藩，又與盧循暗中聯結，更以討伐劉裕為名請後秦天王姚興讓先前投奔後秦的桓謙率眾入蜀。不過桓謙入蜀後譙縱就猜疑他，反派人監視。
義熙五年（409年），後秦封譙縱為大都督、相國、蜀王，加九錫。次年（410年），譙縱又向後秦請兵討伐東晉，派了桓謙及譙道福進攻東晉荊州，並得後秦將苟林率騎兵會合，而當時盧循亦因苟林擊敗王鎮之而分兵支持他；但最終各軍還是大敗給晉荊州刺史劉道規。
義熙九年（413年），劉裕以朱齡石為帥伐西蜀，大破譙蜀守軍。譙縱棄城出逃，並先往祖墳告辭，其女兒認為不可能逃脫，被抓著也要死，更會受辱，勸譙縱於墳前自殺，但譙縱不肯。當時譙道福正領兵內援，譙縱就去投靠他，然而譙道福斥責他怕死，更向他擲劍，擲中了他的馬鞍。譙縱因而出走，並自縊身亡，西蜀亦隨之滅亡。

## 延伸阅读
[在维基数据编辑]
 《晉書·卷100》，出自房玄齡《晉書》